# Choco-Story (Praga)
Choco Story-Museo del Chocolate (en checo: Museum Čokolády) es un museo del chocolate en Praga.
El museo está dividido en tres secciones: la historia del chocolate y el cacao a lo largo de 2600 años, la historia de la fabricación hasta la actualidad y una colección única de envases antiguos de este producto.
En el museo se organizan talleres para los diferentes grupos de partes interesadas. Es necesario reserva previa.